# 高偃
高偃（？—？），姜姓，高氏，齊國上卿高傒玄孫，高傾子之孫，一說即高酀。中國春秋時期齊國的大夫。
前540年，燕惠公欲除去諸大夫而立寵姬宋，燕國大夫共誅姬宋，惠公逃奔齊國。四年後（前536年），齊國派高偃到晉國，請求共同伐燕，送惠公回國。於是晉平公和齊國一起討伐燕國，把燕惠公送回了燕國。